# Цекканенские анналы
Цекканенские анналы (лат. Annales Ceccanenses) — историческое записи, сделанные на латинском языке в XIII в., вероятно, неким Иоанном, монахом монастыря Каземарии из Чеккано. В одном из своих списков названы «Хроникой римских понтификов и императоров» (лат. Chronica Romanorum Pontificum et Imperatorum). Сохранились в копиях XVII в. Охватывают период от Р.Х. до 1217 г. Содержат сведения главным образом по истории Италии, Священной Римской империи, а также по местной истории г. Чеккано.

## Издания
- Annales Ceccanenses // MGH, SS. Bd. XIX. Hannover. 1866, p. 275—302[2].

## Переводы на русский язык
- Цекканенские анналы в переводе А. Филиппова на сайте Восточная литература